# Drapeau d'Albuquerque (Nouveau-Mexique)
 (juillet 2025).
Le contenu est difficilement compréhensible vu les erreurs de traduction, qui sont peut-être dues à l'utilisation d'un logiciel de traduction automatique.
Le drapeau d'Albuquerque est le drapeau municipal officiel de la ville d'Albuquerque, au Nouveau-Mexique. Le dessin est un champ rouge avec des éléments jaunes (un symbole du soleil Zia avec le numéro 1706 au milieu, le mot Albuquerque en italique juste en dessous du symbole du soleil et un oiseau-tonnerre volant dans le canton).
De multiples pressions ont été faites pour redessiner le drapeau, incitant même certains membres du conseil municipal à suggérer un concours ouvert et un vote du public. Aucun changement n'a été apporté malgré ces efforts,.

## Conception et symbolisme
Le drapeau d'Albuquerque inverse les couleurs du drapeau du Nouveau-Mexique, avec des éléments jaunes sur un champ rouge. L'élément central sur les deux drapeaux est le symbole du soleil de Zia, qui représente l'importance spirituelle du soleil et le chiffre sacré quatre dans la culture du peuple de Zia. Les rayons du symbole Zia représentent les quatre points cardinaux, quatre saisons, quatre moments de la journée et quatre étapes de la vie. Le centre du symbole Zia porte l'année de fondation de la ville, 1706, et le nom Albuquerque est imprimé en dessous en écriture gothique espagnole. Dans le treuil supérieur se trouve un symbole d'oiseau stylisé, composé d'une bombe profilée superposée et perpendiculaire à un croissant de lune, "reconnaissant les contributions d'Albuquerque à l'ère nucléaire et spatiale.",

## Histoire
L'idée de créer un drapeau de la ville a été discutée pour la première fois par la Chambre de commerce d'Albuquerque en 1967. Plus tard la même année, la ville a reçu un drapeau de Sasebo, sa ville sœur au Japon, avant une visite prévue d'une délégation de Sasebo à Albuquerque. La Chambre de commerce souhaitait qu'un drapeau soit présenté en retour et a annoncé un concours pour en concevoir un qui se déroulerait de décembre 1967 à mars 1968. L'entrée gagnante a été conçue par Richard P. Vann, un optométriste local. Le nouveau drapeau a été hissé pour la première fois le 21 juin 1968, après quoi il a été présenté au maire adjoint de Sasebo,.
Une autre copie du drapeau a été présentée à la ville d'Albuquerque le 13 janvier 1969 par l'organisation Camp Fire Girls sous la direction de Joyce Miller. Ce drapeau mesurait 5 pieds (1,5 m) sur 8 pieds (2,4 m) et a été placé dans la salle de la Commission municipale. D'autres copies faites à la main du drapeau ont également été distribuées par les Filles du feu de camp. Un article de juin 1969 indiquait que " Mme. Miller a fabriqué tous les drapeaux d'Albuquerque qui existent maintenant". L'utilisation du drapeau s'est généralisée après que le Club Zonta a fait don de 140 drapeaux à utiliser sur les bâtiments publics de la ville en novembre 1969 et de 108 autres drapeaux pour les écoles publiques d'Albuquerque en 1970,. L'organisation a distribué un autre lot de 200 drapeaux en 1985 pour remplacer les précédents. En 1984, l'astronaute Mike Mullane a emmené un drapeau d'Albuquerque dans l'espace à bord de la navette spatiale Discovery lors de sa première mission, puis l'a présenté à la ville à son retour.